# Elecciones presidenciales de Colombia de 1909
Las elecciones presidenciales indirectas de Colombia de 1909 se llevaron a cabo el 3 de agosto de ese año, para elegir el presidente que terminaría el mandato de Rafael Reyes, que iba hasta 1910. El candidato vencedor fue el Vicepresidente Ramón González Valencia.

## Antecedentes
En enero de 1909 el presidente Rafael Reyes negoció un tratado para arreglar las relaciones con Estados Unidos, deterioradas desde la intervención estadounidense que favorecieron la separación de Panamá. Sin embargo, este fue rechazado en gran medida por la opinión público, lo cual provocó una fuerte oposición que pronto se materializaron en violentos disturbios. Como consecuencia, se reorganizó el gabinete y el nuevo Ministro de Hacienda y Tesoro, Jorge Holguín Mallarino, pasó a ejercer el poder ejecutivo. Aunque Reyes regresó rápidamente al poder, renunció secretamente el 9 de junio de 1909, huyendo al exilio el 13 de junio, y entregando el poder a Holguín Mallarino.

## Transcurso de la elección
La renuncia de Reyes se hizo pública cuando, el 3 de agosto, el Congreso Nacional realizó elecciones para elegir a su sucesor, expulsando a Holguín de la presidencia, esto tras unas elecciones legislativas extraordinarias en junio.
Como ganador de la contienda de levantó el Vicepresidente Ramón González Valencia, quien concluyó el mandato de Reyes que iba hasta el 7 de agosto de 1910.

## Resultados
| Candidato                             | Votos | %    |
| ------------------------------------- | ----- | ---- |
| Ramón González Valencia               | 47    | 59,9 |
| Marco Fidel Suárez                    | 31    | 39,2 |
| Guillermo Quintero Calderón           | 1     | 1.3  |
| Total                                 | 79    | 100  |
| Fuente: Historia electoral colombiana |       |      |